# Kresowa Brygada Kawalerii
Kresowa Brygada Kawalerii (Kres. BK) – wielka jednostka kawalerii Wojska Polskiego.
W czasie kampanii wrześniowej brygada walczyła w składzie Armii „Łódź” i w bitwie granicznej osłaniała jej północne skrzydło. W odwrocie rozdzieliła się na kilka części, z których 6 pułk strzelców konnych i zgrupowanie płk. dypl. Kunachowicza zostały zniszczone. Pozostałe jednostki  weszły do grupy gen. Andersa i w czasie jej działań na Mińsk Mazowiecki osłaniała grupę od Wisły. Rozbita w czasie marszu w kierunku granicy węgierskiej.

## Historia
W 1924 roku II Brygada Jazdy przemianowana została na 2 Samodzielną Brygadę Kawalerii. Brygada podlegała bezpośrednio dowódcy Okręgu Korpusu Nr II. Dowództwo brygady stacjonowało w garnizonie Równe.
Pod koniec 1930 roku zdecydowano o przeniesieniu dowództwa 2 SBK do Brodów. Wobec tego, że w Brodach nie było odpowiedniego pomieszczenia dla dowództwa, zostało ono umieszczone tymczasowo w koszarach w Białokrynicy. Pertraktacje w związku z kupnem i rekonstrukcją budynku dla dowództwa brygady w Brodach toczyły się dłuższy czas i wskutek tego pobyt dowództwa w Białokrynicy przedłużał się prawie do dwóch lat.
Minister spraw wojskowych rozkazem Dep. Dow. Og. 1820. Org. Tj. nadał z dniem 1 kwietnia 1937 roku dotychczasowej 2 SBK nazwę „Kresowa Brygada Kawalerii”. Z dotychczasowego składu brygady wyłączony został 2 dywizjon artylerii konnej i podporządkowany dowódcy Wołyńskiej Brygady Kawalerii, a w jego miejsce został włączony 13 dywizjon artylerii konnej w Kamionce Strumiłowej. W tym samym czasie w skład brygady został włączony 20 pułk ułanów, który stacjonował w Rzeszowie i był dotychczas podporządkowany dowódcy 10 Brygady Kawalerii. 
Dowództwo Kresowej BK oraz 22 puł, 6 psk i 13 dak stacjonowały na terenie Okręgu Korpusu Nr VI, natomiast 20 puł eksterytorialnie w Okręgu Korpusu Nr X, a 12 puł eksterytorialnie w Okręgu Korpusu Nr II. 
W dniach 14–15 sierpnia 1939 roku 12 puł został zmobilizowany, po czym skierowany do Ponikwy by 23 sierpnia powrócić do Krzemieńca, załadować się i wyjechać do rejonu operacyjnego Armii „Łódź”. Pułk został wyładowany na stacji Nowa Brzeźnica, po czym został skierowany do rejonu Wola Blakowa – Lgota Wielka – Wola Wiewiecka. Po osiągnięciu nakazanego rejonu pułk został powiadomiony, że został podporządkowany dowódcy Wołyńskiej Brygady Kawalerii.

## Organizacja pokojowa brygady

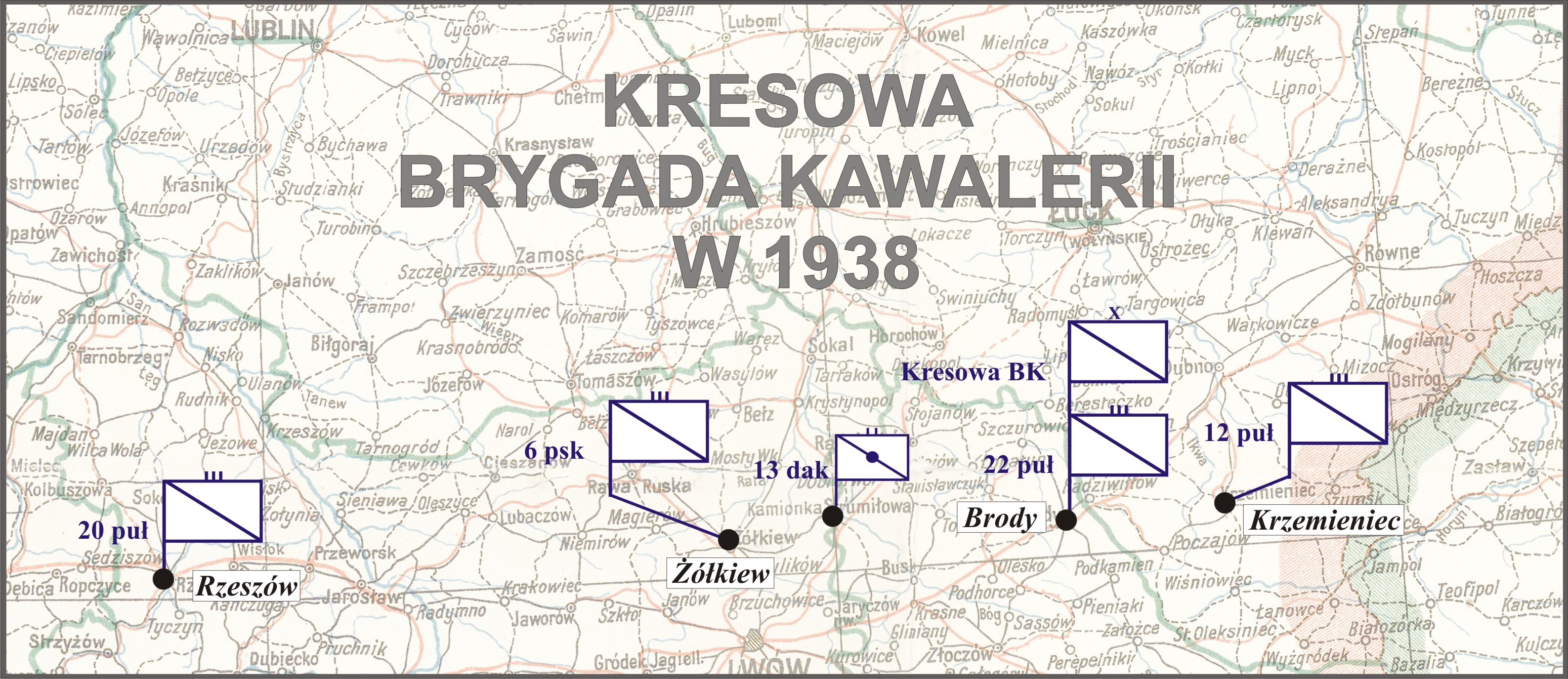
Kresowa BK w 1938

- dowództwo Kresowej Brygady Kawalerii w Brodach
- 12 pułk ułanów Podolskich w Krzemieńcu
- 20 pułk ułanów im. Króla Jana III Sobieskiego w Rzeszowie (szwadron zapasowy w Kamionce Strumiłowej)
- 22 pułk ułanów Podkarpackich w Brodach (szwadron zapasowy w Złoczowie)
- 6 pułk strzelców konnych im. Hetmana Wielkiego Koronnego Stanisława Żółkiewskiego w Żółkwi
- 13 dywizjon artylerii konnej w Kamionce Strumiłowej
- 4 szwadron pionierów w Kamionce Strumiłowej (od 1939 roku w m. Bereźce nad Ikwą)
- 2 szwadron łączności w Brodach

## Obsada personalna dowództwa
Dowódcy brygady
- płk kaw. Feliks Dziewicki (V 1921 - 13 X 1926 → inspektor formacji konnych KOP[8])
- płk dypl. / gen. bryg. Władysław Anders (13 X 1926 - IV 1937 → dowódca Now. BK)
- gen. bryg. Marian Przewłocki (13 V 1937 - 27 VIII 1939 → dowódca GOKaw. Nr 2)
- płk. kaw. Stefan Hanka-Kulesza (27 VIII - 4 IX 1939)
- płk dypl. kaw. Jerzy Grobicki (4 - 27 IX 1939)

Zastępca dowódcy brygady
- płk. kaw. Stefan Hanka-Kulesza (1937 - 27 VIII 1939 → dowódca Kres. BK)

Szefowie sztabu
- rtm. pd SG Bohdan Romuald Witwicki[a] (1923)
- mjr SG Zygmunt I Borkowski (15 X 1923[12] - 31 I 1925[13] → adiutant przyboczny szefa SG)
- rtm. SG dr Marian Karol Feliks Maciejowski (6 VI[14] - 30 IX 1925 → DOK I[15])
- rtm. SG Witold Gierulewicz (1 X 1925 - 17 XI 1926 → p.o. szefa sztabu 1 DK)
- rtm. SG / mjr dypl. Jerzy Skrzydlewski (30 XI 1926 - 27 IV 1929 → DOK X)
- rtm. / mjr dypl. Jan Narzymski (23 VIII 1929[16] - 23 X 1931 → wykładowca WSWoj.[17])
- rtm. dypl. Eugeniusz II Chrzanowski (od 23 X 1931[17])
- ppłk dypl. Antoni Gustaw Witkowski (1939)

Oficerowie sztabu
- rtm. Zenon Sierzycki - I oficer sztabu (od 31 X 1927[18])
- rtm. Adolf Regulski - II oficer sztabu (od 31 X 1927[19])
- rtm. dypl. Edward Boniecki (od 1 X 1933[20])

### Obsada personalna w 1939 roku
Obsada personalna i struktura organizacyjna w marcu 1939 roku:
- dowódca brygady – gen. bryg. Marian Roman Przewłocki
- zastępca dowódcy – płk Stefan Hanka-Kulesza
- szef sztabu – ppłk dypl. Antoni Gustaw Witkowski
- I oficer sztabu – rtm. dypl. Maksymilian Tuski
- I oficer sztabu (dubler) – por. dypl. Jerzy Klimkowski
- II oficer sztabu – rtm. adm. (kaw.) Eugeniusz Skorupka
- dowódca łączności – kpt. łączn. Marcin Kowal
- oficer intendentury – mjr int. Adam Mostowski

## Brygada w kampanii wrześniowej 1939

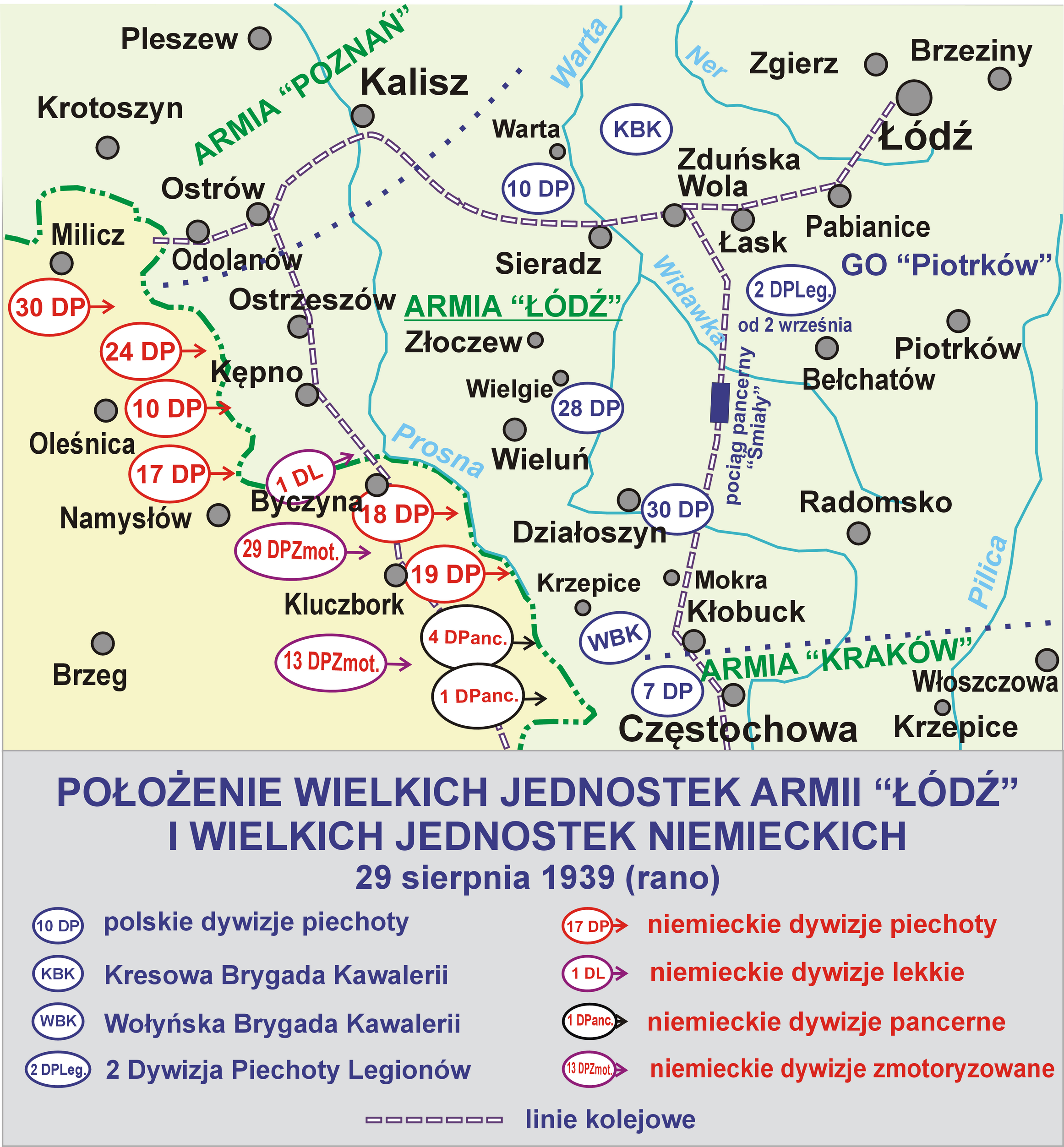
Brygada walczyła w składzie Armii "Łódź"

Brygada pod dowództwem płk. Stefana Hanki-Kuleszy wchodziła w skład Armii „Łódź”. W pierwszych dniach września pozostawała w odwodzie Armii. Jeszcze przed wejściem do walk poniosła duże straty atakowana przez lotnictwo niemieckie.
Rankiem 3 września wyładowała się z transportu kolejowego pod Szadkiem i wzmocniła obronę 10 Dywizji Piechoty, tworząc Grupę Operacyjną „Sieradz” gen. bryg. Franciszka Dindorfa-Ankowicza. 4 września rozpoczęła działania wojenne, atakując niemiecką 24 Dywizję Piechoty gen. por. Friedricha Olbrichta na zachód od miasta Warta. Po pierwszym kontakcie z wrogiem wycofała się z niewiadomych przyczyn, odsłaniając północne skrzydło obrony Armii. W rezultacie dowództwo Brygady przejął płk dypl. Jerzy Grobicki. 
Następnego dnia broniła linii rzeki Warty, walcząc pod Sieradzem. W tym czasie do Brygady dołączył 1 pułk kawalerii KOP, który wcześniej walczył nad Wartą. 
Jej 20 puł obsadził odcinek na północ od Glinna, 22 puł ugrupował się obronnie w rejonie lasu na południowy wschód od Glinna; prawoskrzydłowy 6 psk wykonywał marsz w kierunku Brodni, skąd miał wykonać obejście  na południe wzdłuż zachodniego brzegu Warty i uderzyć na lewe skrzydło niemieckiej 24 DP. 

Po zajęciu obrony 20 pułk zwalczał pododdziały nieprzyjaciela, które próbowały forsować Wartę.  O 3.00 5 września pułk ten bez żadnego taktycznego uzasadnienia został wycofany poza rubież drugorzutowego 22 puł. W ten sposób główne siły brygady stały bezczynnie aż do południa.

W czasie marszu 6 psk, w okolicach Popowa wykryto  zmotoryzowany oddział rozpoznawczy nieprzyjaciela.  Rozpoczęła się walka ogniowa. Do akcji włączyło się nieprzyjacielskie lotnictwo i pułk zaczął ponosić znaczne straty. Około 13.00 nieprzyjaciel sforsował Wartę i zaczął wychodzić na lewe skrzydło i tyły 6 psk. W tej sytuacji pułk wycofał się na wschód od Popowa. Manewr ten odbywał się w styczności ogniowej z nieprzyjacielem i nastąpiło przemieszanie się pododdziałów.. Wysłany na rozpoznanie 4 szwadron nie dołączył już do pułku.

W tym czasie pododdziały 28 pp prowadziły ciężką walkę pod  Glinnem. Po załamaniu się natarcia czołowego nieprzyjaciel rozpoczął realizować oskrzydlanie zwłaszcza od północy. Na tej podstawie płk Grobicki rozpoczął przegrupowanie oddziałów brygady do rejonu Szadka, a następnie nad rzekę Ner i do rejonu Chlebowa. Brak dokumentów sztabowych uniemożliwia ustalenie, czy dowódca Kresowej Brygady Kawalerii uzgodnił przegrupowanie oddziałów z gen. Dindorfem-Ankowiczem.
W godzinach rannych 6 września zasadnicze siły Kresowej Brygady Kawalerii rozwinięte były na rubieży na zachód od Szadka. W 61 dywizjonie pancernym całą noc remontowano sprzęt. O świcie szwadron samochodów pancernych dysponował jednym plutonem gotowym do dalszej walki, a 42 skcz prowadziła działania w rejonie Zgniłego Błota. Zgodnie z zadaniem brygada miała osłaniać z północno-zachodu broniącą się na Nerze. Ugrupowanie bojowe brygady było następujące: 20 puł ugrupował się obronnie w rejonie Puczniewa, 22 puł ześrodkował się w rejonie Marianów –Madaje, 6 psk (bez 4 szwadronu i sześciu ckm) ześrodkował się w rejonie Albertowa. 1 pkaw KOP miał wejść w skład Kresowej Brygady Kawalerii, lecz przegrupowywał się samodzielnie na kierunku Zgierz – Głowno. 
7 września Brygada zaczęła odchodzić znad Neru na pozycję pod Zgierzem do osłony 10. Dywizji Piechoty. Mając przed sobą Niemców, przedarła się śmiałym atakiem przez szosę Aleksandrów – Ozorków i wieczorem przeszła do lasów w rejonie Emilianowa. Następnie dołączyła do kolumn 10. Dywizji Piechoty, odchodzącej na Głowno. 8 września podczas odwrotu i ataków wroga jej pododdziały pogubiły się i Brygada poszła w rozsypkę. 
Większość sił Kresowej BK pod dowództwem płk. dypl. Kunachowicza po osiągnięciu nocą z 8 na 9 września lasu pod Chlebowem uzyskała nieco czasu na uporządkowanie pododdziałów i ich odpoczynek. Chociaż 6 psk od rejonu Głowna nie przegrupowywał się w głównej kolumnie marszowej, to jednak dzięki łączności radiowej był objęty systemem dowodzenia płk. dypl. Kunachowicza. 6 psk stracił po drodze gros szwadronów 2 i 3, część szw. ckm, które pomaszerowały do m. Piaski pod Bolimowem, zamiast do m. Piaski pod Skierniewicami i  nigdy już do pułku nie dołączyły. Natomiast 22 puł i 13 dak przegrupowywały się samodzielnie i ześrodkowały się  około południa w lesie pod Skierniewicami.
Po wejściu  w rejon lasu pod Graniczkami brygada przyjęła jednorzutowe ugrupowanie. Na prawym skrzydle rozmieścił się 6 psk, a na lewym – 20 puł, w odwodzie ześrodkowały się pododdziały z 22 puł. Wsparcie ogniowe zapewniała  3/13 dak. Pierwszorzutowe 6 psk i 20 p. uł. miały nie dopuścić do przerwania się nieprzyjaciela z kierunku północnego i zachodniego.
W godzinach wieczornych 9 września dowódca brygady otrzymał rozkaz do przegrupowania  w rejon Suliszewa i przystąpił do jego wykonania. Po zapadnięciu zmroku Kresowa Brygada Kawalerii rozpoczęła marsz przez Skierniewice w rejon Suliszewa. W Skierniewicach do kolumny marszowej brygady dołączył 6 psk. O świcie 10 września brygada osiągnęła rejon Suliszewa. Natomiast 22 p. uł. płk. dypl. Płonki oraz oderwane z 6 psk szwadrony pod dowództwem rtm. W. Zachoszcza maszerowały przez Błonie na Modlin.
10 września resztki Brygady przeprawiły się przez Wisłę pod Otwockiem i za rzeką przeszły do obrony. Następnie weszły w skład Frontu Północnego gen. dyw. Stefana Dąba-Biernackiego i brały udział w bitwie pod Tomaszowem Lubelskim, gdzie zostały rozbite i skapitulowały. Natomiast 1 pułk kawalerii KOP i 22 pułk ułanów weszły w skład Grupy Operacyjnej Kawalerii gen. bryg. Władysława Andersa, którą osłaniały od strony Wisły w czasie działań na Mińsk Mazowiecki. W czasie przebijania się na południe do granicy węgierskiej zostały rozbite wraz z pozostałymi oddziałami Grupy Operacyjnej Kawalerii 26 września w walkach pod Sądową Wisznią.

## Obsada i skład brygady 1 września 1939
- Kwatera Główna Kresowej Brygady Kawalerii
- 20 pułk ułanów
- 22 pułk ułanów
- 6 pułk strzelców konnych
- 4 batalion strzelców – dowódca mjr Wincenty Mischke
- 13 dywizjon artylerii konnej
- 61 dywizjon pancerny
- bateria artylerii przeciwlotniczej motorowa nr 93 – dowódca kpt. Zygmunt Tomasz Malinowski
- szwadron kolarzy nr 2 – dowódca por. kaw. Władysław Bober †IX 1939 w rej. Lublina[30]
- szwadron pionierów nr 4
- szwadron łączności Nr 2 – dowódca por. Bolesław Zbigniew Kobielski
- samodzielny pluton karabinów maszynowych nr 2 – dowódca NN
- pluton konny żandarmerii nr 2 – dowódca por. rez. Czerwiński
- poczta polowa nr 145
- sąd polowy nr 42 – szef kpt. Piotr Sąsiadek
- drużyna parkowa uzbrojenia nr 641
- park intendentury nr 641
- 82 pluton sanitarny konny – dowódca por. lek. Stanisław Stefan Bajer
- kolumna taborowa kawalerii nr 41
- kolumna taborowa kawalerii nr 42
- kolumna taborowa kawalerii nr 43 – dowódca por. rez. Stefan Fiszer
- kolumna taborowa kawalerii nr 44
- kolumna taborowa kawalerii nr 45
- kolumna taborowa kawalerii nr 46
- warsztat taborowy nr 641

Pododdziały przydzielone:
- 1 pułk kawalerii KOP (dołączył do brygady 5 września) – dowódca ppłk Feliks Kopeć
- 42 samodzielna kompania czołgów rozpoznawczych – dowódca kpt. Maciej Grabowski

## Obsada personalna Kwatery Głównej
| Obsada personalna Kwatery Głównej Kresowej BK we wrześniu 1939 | Obsada personalna Kwatery Głównej Kresowej BK we wrześniu 1939 | Obsada personalna Kwatery Głównej Kresowej BK we wrześniu 1939 |
| Stanowisko etatowe                                             | Stopień, imię i nazwisko                                       | Uwagi                                                          |
| -------------------------------------------------------------- | -------------------------------------------------------------- | -------------------------------------------------------------- |
| dowódca brygady                                                | płk kaw. Stefan Hanka-Kulesza (do 4 IX 1939)                   | zastępca dowódcy Grupy „Dubno”                                 |
| dowódca brygady                                                | płk dypl. Jerzy Grobicki (od 4 IX 1939)                        | niewola sowiecka                                               |
| oficer ordynansowy                                             | ppor. art. Anioł Antoni Kamiński                               |                                                                |
| szef sztabu                                                    | ppłk dypl. kaw. Antoni Witkowski                               | szef sztabu Grupy „Dubno”                                      |
| oficer operacyjny                                              | kpt. dypl. art. Zygmunt Janke                                  | SZP / ZWZ / AK                                                 |
| oficer informacyjny                                            | rtm. Eugeniusz Skorupka                                        | †1940 Charków                                                  |
| dowódca łączności                                              | kpt. łącz. Marcin Kowal                                        | niemiecka niewola                                              |
| kwatermistrz                                                   | rtm. dypl. Maksymilian Tuski                                   | †1940 Charków                                                  |
| oficer służby intendentury                                     | kpt. int. Stanisław Piotr Podraza                              | †1940 Charków                                                  |
| komendant Kwatery Głównej                                      | mjr rez. Władysław Piniński                                    | ZWZ / AK                                                       |
| naczelny lekarz                                                | mjr lek. dr Stanisław Czynciel                                 | niewola sowiecka                                               |
| dowódca szwadronu sztabowego                                   | por. rez. Jan Grela                                            |                                                                |
|                                                                | por. kaw. Mieczysław Kiwała                                    | †22 IX 1939 Łomianki                                           |

## Żołnierze Brygady (w tym OZ) – ofiary zbrodni katyńskiej
Biogramy zamordowanych znajdują się na stronie internetowej Muzeum Katyńskiego
| Nazwisko i imię    | stopień               | zawód             | miejsce pracy / służby (stanowisko) | miejsce pracy / służby (stanowisko) | zamordowany |
| Nazwisko i imię    | stopień               | zawód             | miejsce pracy przed mobilizacją     | we wrześniu 1939                    | zamordowany |
| ------------------ | --------------------- | ----------------- | ----------------------------------- | ----------------------------------- | ----------- |
| Podraza Stanisław  | kapitan               | żołnierz zawodowy |                                     |                                     | Charków     |
| Skorupka Eugeniusz | rotmistrz             | żołnierz zawodowy | II oficer sztabu Kresowej BK        |                                     | Charków     |
| Tuski Maksymilian  | rotmistrz dyplomowany | żołnierz zawodowy | ?                                   |                                     | Charków     |
| Zbrożek Władysław  | porucznik rezerwy     | inżynier rolnik   |                                     |                                     | Charków     |